# Verband Deutscher Varieté Theater
Der Verband Deutscher Varieté Theater (VDVT) wurde am 23. September 2003 gegründet. Er setzt die Arbeit der 1999 gegründeten „Varieté Konferenz“ fort.

## Ziele
Der Zweck des Verbandes ist die Interessenvertretung der deutschen Varietétheater.
Der Verband hat die Aufgabe, die Position der deutschen Varietétheater zu erhalten, zu festigen und fortzuentwickeln. Ziel seiner Arbeit ist die Förderung der Spielstätten und Unternehmen bei der Erfüllung ihrer Aufgaben, die Wahrnehmung ihrer Interessen und die Organisation des Erfahrungsaustauschs untereinander. Der Verband steht den gesetzgebenden Körperschaften und der Verwaltung bei Bedarf mit Rat und Gutachten zur Verfügung. Er strebt eine enge Zusammenarbeit der Mitglieder untereinander, ebenso mit verwandten Einrichtungen, Verbänden und Institutionen an.

## Mitglieder
Mitglieder sind Unternehmen, die ganzjährig privatwirtschaftlich auf eigenes Risiko ihre Theater mit einem artistischen Bühnenprogramm bespielen.

## Leitung
Geleitet wird der VDVT von einem dreiköpfigen Präsidium, dem Olaf Stegmann, Geschäftsführer der GOP Entertainment Group als Präsident, Michaela Töpfer, Geschäftsführerin der Palazzo Produktionen GmbH, sowie Brien Dorenz, Rechtsanwalt von der Kanzlei Dorenz, Ströll, Rönneper in Köln, als Stellvertreter angehören. Brien Dorenz ist zugleich der Schriftführer.